# Castillejo de Iniesta
Castillejo de Iniesta è un comune spagnolo di 207 abitanti situato nella comunità autonoma di Castiglia-La Mancia.